# Meds (песма)
"Meds" је песма рок бенда Пласибо. Ово је четврти сингл са истоименог албума из 2006. године. Изашао је 9. октобра на винилу и ЦД-у.

## Списак песама

### CD1
1. (са Алисон Мосхарт)

### CD2
1. (са Алисон Мосхарт)
2. (Тимо Мас ремикс)
3. (спот)

### 7"
1. (са Алисон Мосхарт)